# Suchitán
Le Suchitán est un volcan du Guatemala.